# Parlamentul European
Parlamentul European (abreviat PE) este una dintre cele două instituții legislative ale Uniunii Europene și una dintre cele șapte instituții fundamentale prevăzute de tratatele Uniunii. Împreună cu Consiliul Uniunii Europene (denumit și Consiliul sau, informal, Consiliul de Miniștri), adoptă legislația Uniunii Europene, în principal prin procedura legislativă ordinară (co-decizie), pe baza propunerilor formulate de Comisia Europeană. În urma alegerilor europene din iunie 2024, Parlamentul este compus din 720 de deputați (denumiți și eurodeputați sau europarlamentari), comparativ cu 705 înainte de aceste alegeri. Acesta reprezintă al doilea cel mai mare electorat democratic din lume (după Parlamentul Indiei), cu aproximativ 375 de milioane de cetățeni eligibili să voteze în 2024.
De la primele alegeri directe din 1979, Parlamentul European este ales direct la fiecare cinci ani prin vot universal, de către cetățenii Uniunii Europene. Prezența la vot a scăzut constant după 1979, însă în 2019 aceasta a crescut cu opt puncte procentuale, depășind pragul de 50% pentru prima dată din 1994. Vârsta minimă pentru vot este de 18 ani în toate statele membre ale UE, cu excepția Maltei, Belgiei, Austriei și Germaniei, unde este de 16 ani, și a Greciei, unde este de 17 ani.
Parlamentul European exercită competențe legislative, deoarece adoptarea legislației Uniunii Europene necesită, de regulă, aprobarea sa, alături de cea a Consiliului Uniunii Europene, creând astfel un sistem legislativ bicameral. Totuși, Parlamentul nu deține în mod formal dreptul de inițiativă legislativă (prerogativa de a iniția oficial o propunere legislativă), așa cum îl au majoritatea parlamentelor naționale ale statelor membre. Această prerogativă revine exclusiv Comisiei Europene. Cu toate acestea, atât Parlamentul, cât și Consiliul pot solicita Comisiei să inițieze procedura legislativă și să prezinte o propunere oficială.
Din punct de vedere protocolar, Parlamentul European este considerat „prima instituție” a Uniunii Europene, fiind menționat primul în tratatele Uniunii și având prioritate ceremonială față de celelalte instituții europene. Parlamentul împarte în mod egal competențele legislative și bugetare cu Consiliul Uniunii Europene, cu excepția unor domenii reglementate prin proceduri legislative speciale. În ceea ce privește bugetul Uniunii Europene, Parlamentul deține un control egal, jucând un rol esențial în supravegherea alocării resurselor financiare ale Uniunii. În ceea ce privește relația cu Comisia Europeană, care reprezintă ramura executivă a Uniunii Europene, aceasta este pe deplin responsabilă în fața Parlamentului. Parlamentul are autoritatea de a aproba sau respinge candidatul propus de Consiliul European pentru funcția de Președinte al Comisiei Europene și este responsabil pentru aprobarea componenței Comisiei Europene în ansamblu. De asemenea, Parlamentul are competența de a adopta o moțiune de cenzură, prin care poate determina demisia întregii Comisii în exercițiu.
Președintele Parlamentului European este președintele acestei instituții și prezidează camera multipartitică. Cele cinci grupuri politice cele mai mari sunt: Grupul Partidului Popular European (PPE), Alianța Progresistă a Socialiștilor și Democraților (S&D), Patrioții pentru Europa (PfE), Grupul Conservatorilor și Reformiștilor Europeni (ECR) și Renew Europe (Renew). Ultimele alegeri europene au avut loc în 2024.
Sediul oficial al Parlamentului European se află la Strasbourg, Franța, iar birourile administrative sunt situate în Luxemburg. Sesiunile plenare au loc, de obicei, la Strasbourg, patru zile pe lună, dar ocazional sunt organizate sesiuni suplimentare la Bruxelles, iar ședințele comisiilor Parlamentului se desfășoară, în principal, la Bruxelles, Belgia. În practică, Parlamentul activează trei săptămâni pe lună la Bruxelles și o săptămână (patru zile) la Strasbourg.

Parlamentul European în Strasbourg

## Istorie

Steagul Parlamentului European înainte de 1983

Parlamentul, asemenea celorlalte instituții ale Uniunii Europene, nu a fost conceput în forma sa actuală atunci când s-a întrunit pentru prima dată pe 10 septembrie 1952. Una dintre cele mai vechi instituții comune, a început ca Adunarea Comună a Comunității Cărbunelui și Oțelului (CECO). Aceasta era o adunare consultativă alcătuită din 78 de parlamentari desemnați de parlamentele naționale ale statelor membre, care nu avea puteri legislative. Schimbările survenite de la înființare au fost subliniate de profesorul David Farrell de la Universitatea din Manchester: „Pentru mult timp, Parlamentul European ar fi putut fi etichetat pe bună dreptate drept o 'platformă multilingvistică de discuții'.”
Dezvoltarea sa de la înființare demonstrează cum structurile Uniunii Europene au evoluat fără un „plan general” clar. Tom Reid de la ziarul american The Washington Post a afirmat despre Uniune că „nimeni nu ar fi conceput deliberat un guvern atât de complex și de redundant ca Uniunea Europeană”. Chiar și cele trei locații de lucru ale Parlamentului, care s-au schimbat de mai multe ori, sunt rezultatul unor acorduri sau al lipsei acestora. Deși majoritatea deputaților europeni ar prefera să fie bazați doar la Bruxelles, unde își desfășoară majoritatea activității, la summitul de la Edinburgh din 1992, Franța a obținut o modificare a tratatului prin care sediul oficial al Parlamentului European a fost stabilit la Strasbourg.

### Adunare consultativă

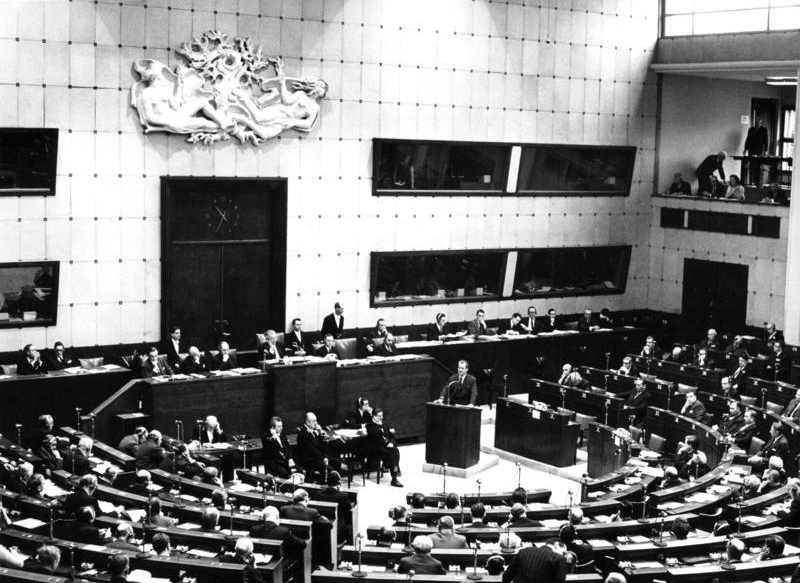
Sesiune a Adunării Parlamentare a Consiliului Europei în fosta Casa Europei din Strasbourg, Franța, în ianuarie 1967. Willy Brandt, ministrul german de Externe al Germaniei de Vest, susține un discurs.

Instituția nu a fost menționat în Declarația Schuman originală. Se presupunea sau se spera că dificultățile cu britanicii vor fi rezolvate astfel încât Adunarea Parlamentară a Consiliului Europei să poată îndeplini sarcini legislative. O Adunare Comună separată a fost introdusă în timpul negocierilor pentru Tratatul CECO ca o instituție destinată să contrabalanseze și să monitorizeze executivul, oferind în același timp legitimitate democratică. Redactarea Tratatului din Paris a subliniat dorința liderilor de a crea mai mult decât o simplă adunare consultativă, permițând alegerea directă și utilizând termenul „reprezentanți ai poporului”. Importanța sa inițială a fost evidențiată când Adunării i s-a încredințat sarcina de a întocmi proiectul de tratat pentru înființarea unei Comunități Politice Europene. Prin acest document, Adunarea Ad Hoc a fost creată la 13 septembrie 1952 cu membri suplimentari, dar după eșecul propunerii Comunității Europene de Apărare (vetoul parlamentului francez), proiectul a fost abandonat.
În schimb, Comunitatea Economică Europeană și Euratom au fost înființate în 1958 prin Tratele de la Roma. Adunarea Comună a fost împărțită între cele trei comunități (care aveau executivi separați), iar aceasta și-a schimbat numele în Adunarea Parlamentară Europeană. Prima sesiune a avut loc la 19 martie 1958, în Luxemburg, iar Adunarea l-a ales pe Schuman ca președinte. Pe 13 mai, aceasta s-a reorganizat pentru a se reuni în funcție de ideologia politică, mai degrabă decât de naționalitate. Acest moment este considerat nașterea Parlamentului European al Uniunii Europene modern, iar sărbătorirea a 50 de ani ai Parlamentului a avut loc în martie 2008, mai degrabă decât în 2002.
Cele trei comunități și-au fuzionat organele rămase în 1967, iar numele instituției a fost schimbat în Parlamentul European în 1962. În 1970, Parlamentul a obținut competențe asupra unor domenii din bugetul Comunităților, iar aceste competențe au fost extinse asupra întregului buget în 1975. Conform Tratatelor de la Roma, Parlamentul ar fi trebuit să devină ales. Totuși, Consiliul trebuia să convină asupra unui sistem electoral uniform, ceea ce nu s-a întâmplat. Parlamentul a amenințat că va adresa Consiliul către Curtea Europeană de Justiție; aceasta a dus la un compromis în care Consiliul a acceptat alegeri, dar fiecare stat membru ar fi utilizat propriul sistem electoral, lăsând decizia asupra unui sistem de vot uniform pentru o dată ulterioară.
Până în 1999, pentru sesiunile sale, adunarea și ulterior parlamentul s-au reunit în aceleași locații ca și Adunarea Parlamentară a Consiliului Europei: Casa Europei până în 1977 și Palatul Europei până în 1999.

### Parlamentul ales

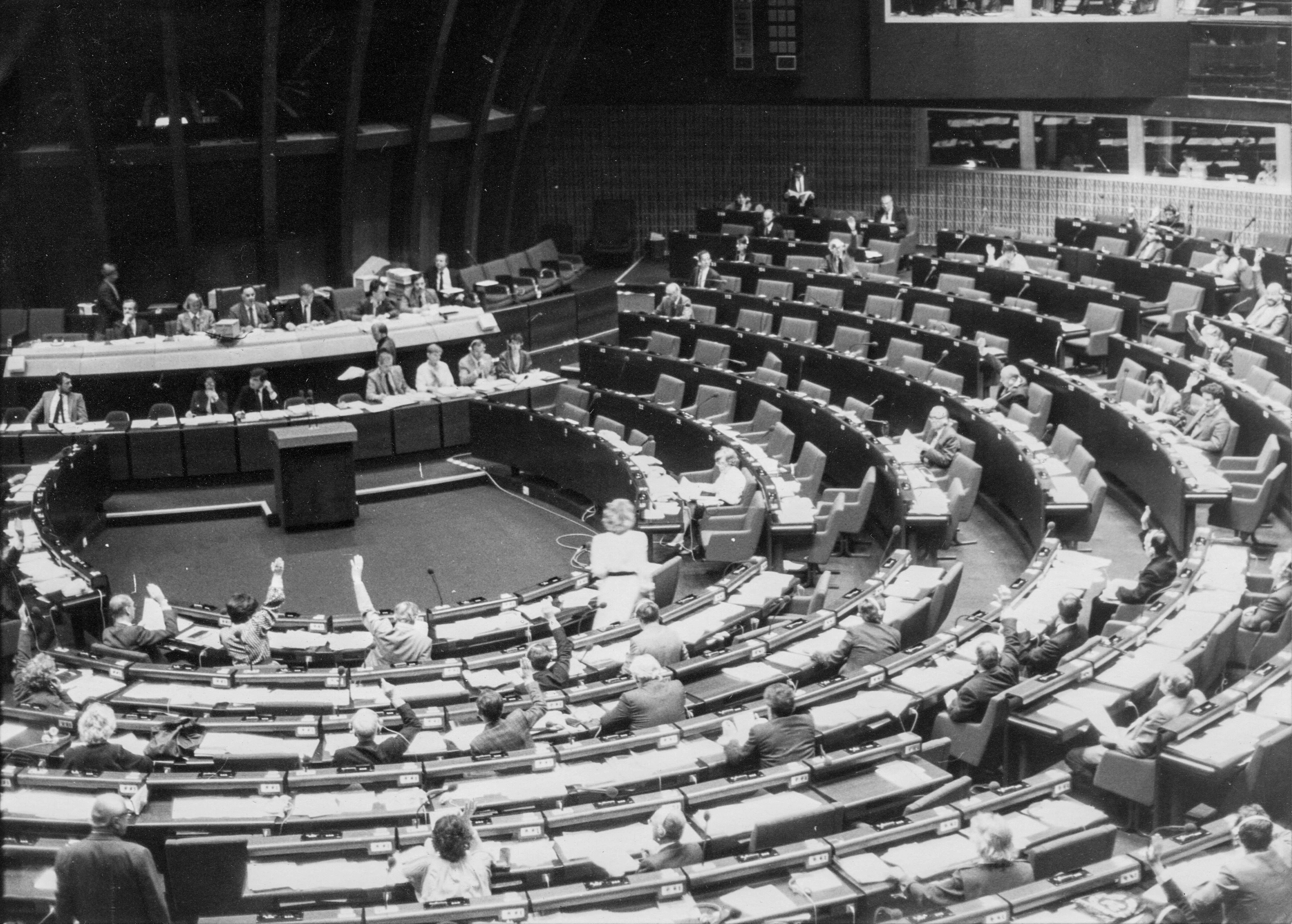
O sesiune plenară în Palatul Europei din aprilie 1985, la Strasbourg, Franța. Acesta a fost hemiciclul Parlamentului European până în 1999, când a fost construit un nou sediu la Strasbourg.

În 1979, deputații săi au fost aleși direct pentru prima dată, ceea ce îl diferențiază de instituții similare, cum ar fi Adunarea Parlamentară a Consiliului Europei sau Parlamentul Panafrican, care sunt constituite prin numire. După acele alegeri, Parlamentul a ținut prima sa sesiune pe 17 iulie 1979, alegând-o pe Simone Veil, deputată europeană, ca președinte. Veil a fost, de asemenea, prima femeie care a ocupat funcția de președinte al Parlamentului, de la înființarea sa ca Adunarea Comună.
Ca organ ales, Parlamentul European a început să redacteze propuneri referitoare la funcționarea Uniunii Europene. De exemplu, în 1984, inspirat de lucrările sale anterioare asupra Comunității Politice Europene, a redactat „proiectul de tratat pentru înființarea Uniunii Europene” (cunoscut și sub denumirea de „Planul Spinelli”, după raportorul său, deputatul european Altiero Spinelli). Deși nu a fost adoptat, multe dintre ideile din acest proiect au fost ulterior preluate în tratatele ulterioare. De asemenea, Parlamentul European a început să organizeze voturi pentru propunerile de președinți ai Comisiei Europene începând cu anii 1980, înainte de a i se acorda dreptul formal de a le respinge numirea.
De la devenirea sa ca organ ales, numărul deputaților Parlamentului European a crescut odată cu aderarea unor noi state membre (iar în 1994, numărul a fost ajustat după reunificarea Germaniei). După aceasta, Tratatul de la Nisa a impus un plafon privind numărul de membri ce pot fi aleși: 732, număr ulterior majorat la 751 prin Tratatul de la Lisabona.
În mod similar celorlalte instituții europene, sediul Parlamentului nu era încă stabilit. În cadrul aranjamentelor provizorii, Parlamentul European își avea sediul la Strasbourg, în timp ce Comisia și Consiliul aveau sediul la Bruxelles. În 1985, pentru a se apropia de aceste instituții, Parlamentul a construit o a doua sală la Bruxelles și a mutat o parte din activitățile sale acolo, în ciuda protestelor din partea unor state membre. Un acord final a fost realizat de Consiliul European în 1992, stabilind că Parlamentul își va păstra sediul oficial la Strasbourg, unde vor avea loc douăsprezece sesiuni pe an, iar restul activităților parlamentare vor continua să se desfășoare la Bruxelles. Acest sistem cu două sedii a fost contestat de Parlament, dar a fost ulterior consacrat în Tratatul de la Amsterdam. De-a lungul anilor, locațiile instituției au fost un subiect continuu de dispută.
Parlamentul European a dobândit treptat mai multe competențe în urma revizuirilor tratatelor Uniunii Europene, în special prin extinderea procedurii legislative ordinare (denumită inițial procedura de codecizie) și prin dreptul de a aproba acorduri internaționale prin procedura de consimțământ.
În 1999, Parlamentul European a forțat demisia Comisiei Santer. Parlamentul refuzase să aprobe bugetul Comunității Europene din cauza acuzațiilor de fraudă și de gestionare defectuoasă în cadrul Comisiei. Cele două mari partide au adoptat pentru prima dată o dinamică guvern-opoziție, caracterizată prin confruntări și negocieri intense între putere și adversari politici, în timpul crizei care a dus la demisia în masă a Comisiei, primul caz de demisie forțată, în fața unei cenzuri iminente din partea Parlamentului.

### Responsabilitatea Comisiei față de Parlament
Parlamentul European a avut întotdeauna dreptul de a demite Comisia Europeană printr-o moțiune de cenzură, însă inițial nu avea niciun rol în numirea acesteia. În Tratatul de la Maastricht din 1992, statele membre i-au conferit Parlamentului dreptul de a aproba sau respinge o nouă Comisie. Ulterior, prin Tratatul de la Amsterdam din 1997, i-a fost acordat și dreptul de a aproba sau respinge un nou Președinte al Comisiei.
În 2004, după cea mai mare alegere transnațională din istorie, Consiliul European a propus drept candidat pentru funcția de Președinte al Comisiei pe José Manuel Barroso, din partea celui mai mare grup politic (PPE). Parlamentul l-a aprobat cu 431 de voturi pentru și 251 împotrivă. Cu toate acestea, la votul privind întreaga Comisie, deputații europeni au ridicat îndoieli cu privire la unii dintre candidați, în urma audierilor publice organizate de comisiile Parlamentului. Cazul cel mai notabil a fost cel al Comisiei pentru Libertăți Civile, Justiție și Afaceri Interne, care l-a respins pe Rocco Buttiglione pentru funcția de comisar pentru Justiție, Libertăți și Securitate, din cauza opiniilor sale cu privire la homosexualitate. Aceasta a fost prima dată când Parlamentul s-a opus unui comisar propus, iar, în ciuda insistențelor inițiale ale lui Barroso, Parlamentul a forțat retragerea acestuia. De asemenea, mai mulți alți comisari au fost retrași sau reasignați înainte ca Parlamentul să voteze învestirea Comisiei Barroso.
Parlamentul a devenit, de asemenea, mai ferm în modificarea propunerilor legislative prezentate de Comisia Europeană. Un exemplu semnificativ a fost directiva Bolkestein din 2006, când Parlamentul a votat cu o largă majoritate pentru peste 400 de amendamente, care au schimbat principiul fundamental al legii. Ziarul Financial Times a descris acest moment astfel:
Aici Parlamentul European și-a făcut cu adevărat loc. Acesta marchează o nouă schimbare de putere între cele trei instituții centrale ale UE. Votul de săptămâna trecută sugerează că deputații europeni aleși direct, în ciuda diversității lor ideologice, naționale și istorice, au început să se coaguleze într-o instituție serioasă și eficientă a UE, chiar când extinderea Unuinii Europene a complicat considerabil negocierile atât în Consiliu, cât și în Comisie.— How the European parliament got serious (Cum a devenit Parlamentul European mai serios), Financial Times (23 februarie 2006)

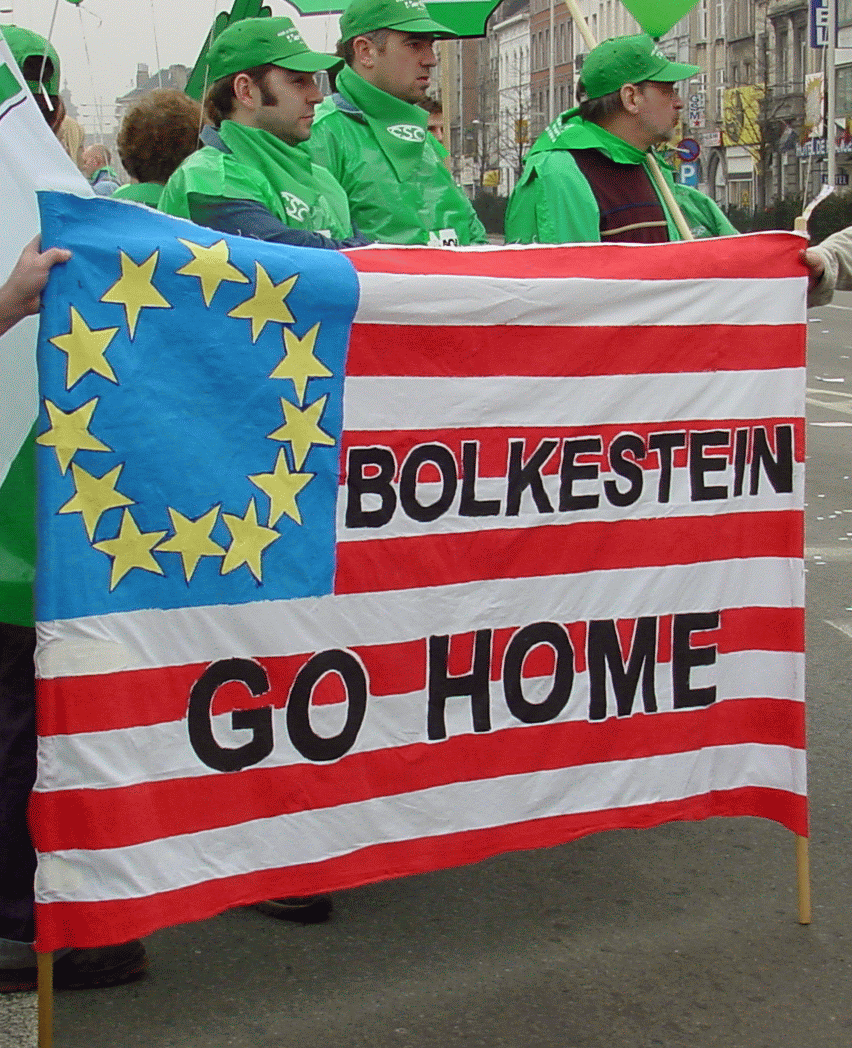
Revizuirea directivei Bolkestein de către Parlament a marcat o creștere considerabilă a statutului său.

În 2007, pentru prima dată, comisarul pentru Justiție, Franco Frattini, a inclus Parlamentul în discuțiile privind al doilea Sistem de Informații Schengen, deși, la acea vreme, deputații europeni erau consultați doar pentru unele părți ale pachetului. După acest experiment, Frattini a sugerat că și-ar dori să implice Parlamentul în toate chestiunile legate de justiție și criminalitate, anticipând astfel, informal, noile competențe pe care Parlamentul le-ar obține în 2009, în urma Tratatului de la Lisabona.

### Istoria recentă
Între 2007 și 2009, un grup de lucru specializat în reforma parlamentară a implementat o serie de modificări pentru a moderniza instituția, cum ar fi acordarea unui timp mai mare de vorbire raportorilor, creșterea cooperării între comisii și alte reforme menite să îmbunătățească eficiența.
Tratatul de la Lisabona a intrat în vigoare pe 1 decembrie 2009, conferind Parlamentului puteri asupra întregului buget al UE, făcând ca |puterile legislative ale Parlamentului să fie egale cu cele ale Consiliului în aproape toate domeniile și descriind votul Parlamentului asupra unui președinte al Comisiei ca fiind o "alegere", iar Consiliul European trebuind să facă propunerea către Parlament în lumina rezultatelor alegerilor europene.
José Manuel Barroso a obținut susținerea Consiliului European pentru un al doilea mandat și a reușit să obțină susținerea majorității din partea Parlamentului în septembrie 2009. Parlamentul a votat 382 de voturi pentru și 219 împotrivă (117 abțineri), cu susținerea Partidului Popular European (PPE), a Partidului Conservatorilor și Reformiștilor Europeni și a Alianței Liberalilor și Democraților pentru Europa. Liberalii au acordat susținerea după ce Barroso le-a oferit o serie de concesii; liberalii fuseseră anterior alături de socialiști în cererea lor de amânare a votului (PPE dorea să aprobe pe Barroso în iulie a acelui an).
După ce Barroso a propus candidații pentru următoarea sa Comisie, a apărut o nouă situație de opoziție din partea europarlamentarilor față de un anumit candidat. Candidații bulgari, Rumiana Jeleva, a fost nevoită să renunțe din fața Parlamentului din cauza unor probleme legate de experiența sa și interesele financiare. Ea a avut doar susținerea PPE, care a început să reacționeze și față de candidații de stânga, înainte ca Jeleva să cedeze și să fie înlocuită (amânând astfel și votul final).
Înainte de votul final asupra Comisiei, Parlamentul a solicitat o serie de concesii ca parte a unui acord de muncă viitor, în cadrul noului Tratat de la Lisabona. Acordul prevede că președintele Parlamentului va participa la întâlnirile de nivel înalt ale Comisiei. Parlamentul va avea un loc de observator în negocierile internaționale conduse de Comisia UE și va avea dreptul de a fi informat despre acorduri. Parlamentul nu a obținut un vot explicit asupra numirii șefilor de delegație și a reprezentanților speciali pentru politica externă, dar s-a convenit ca aceștia să se prezinte în fața Parlamentului după ce vor fi numiți de Înaltul Reprezentant. Parlamentul a dorit și un angajament din partea Comisiei că va prezenta legislație de fiecare dată când va solicita acest lucru. Barroso a considerat că aceasta ar fi o încălcare a puterilor Comisiei, dar a fost de acord să răspundă în termen de trei luni. Majoritatea solicitărilor Parlamentului privind prezentarea legislației de către Comisie la cererea sa au fost deja acceptate pozitiv.

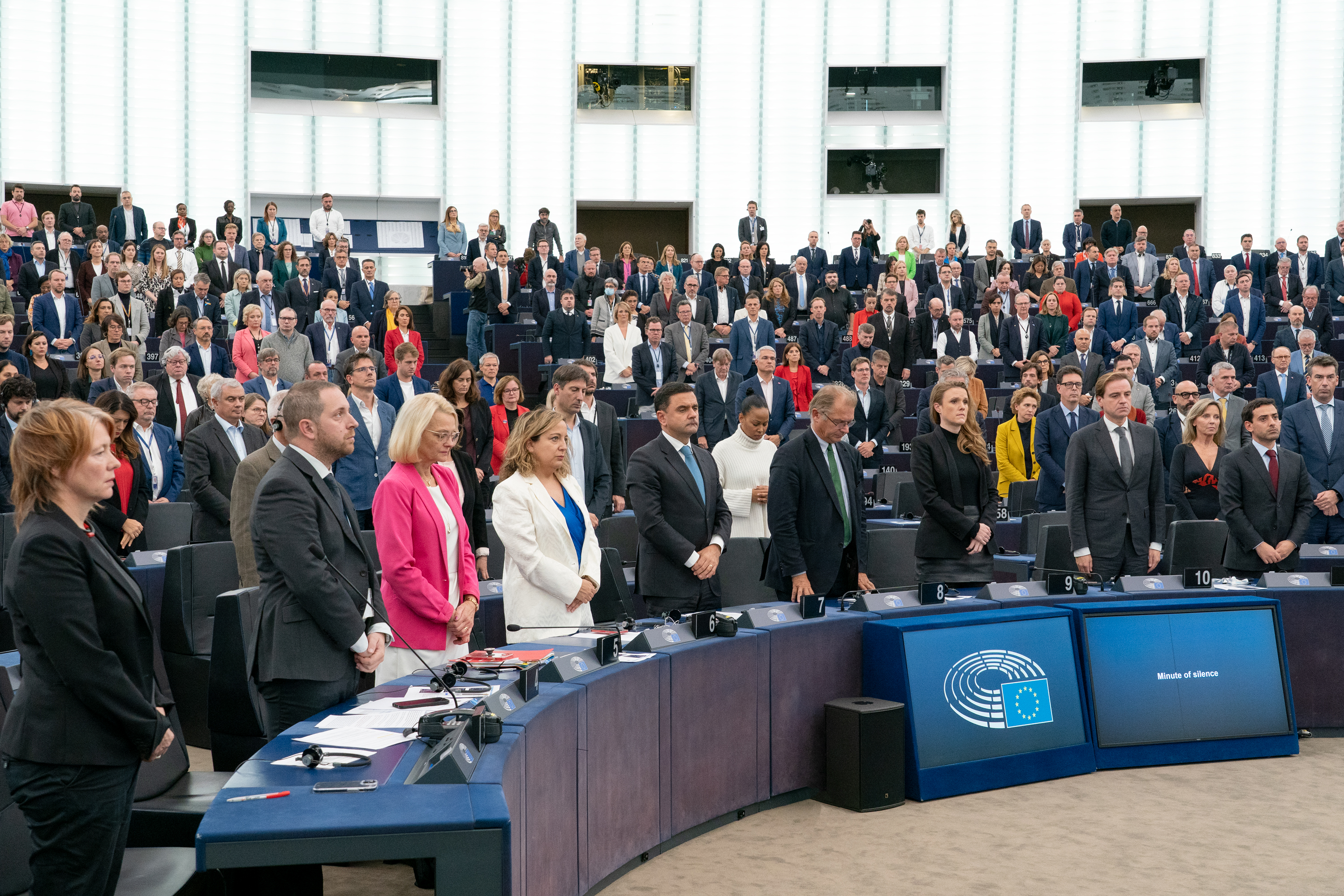
Moment de reculegere pentru victimele atacului terorist al Hamas asupra Israelului din octombrie 2023.

În timpul constituirii Serviciului European de Acțiune Externă (SEAE), Parlamentul a folosit controlul asupra bugetului Uniunii Europene pentru a influența structura acestuia. Deputații europeni au urmărit să obțină o supraveghere mai amplă asupra SEAE, legându-l de Comisie și stabilind atribuții politice pentru deputații la Înaltul Reprezentant. Deși nu au obținut toate cerințele lor, aceștia au reușit să obțină un control financiar considerabil asupra noii entități.

În decembrie 2017, cotidianul online Politico a semnalat lipsa diversității rasiale în rândul membrilor Parlamentului European. Această problemă a fost amplificată de mișcarea Brussels So White, care a militât pentru corectarea dezechilibrului și promovarea unui Parlament mai divers.
În ceea ce privește echilibrul de gen, aproximativ 37% dintre deputații europeni erau femei în perioada 2014-2019, iar în perioada 2019-2024 procentul a crescut la 40%, o pondere mai mare decât în majoritatea Parlamentelor naționale din statele membre. În ianuarie 2019, Parlamentul European a susținut propuneri care vizau crearea unor oportunități mai largi pentru femei și combaterea hărțuirii sexuale în cadrul instituției.
În 2022, patru persoane au fost arestate sub acuzația de corupție, un scandal denumit ulterior scandalul de corupție al Qatarului în Parlamentul European. Acesta a dus la implementarea unor măsuri mai stricte de transparență și monitorizare a activităților parlamentarilor, având un impact semnificativ asupra modului în care sunt reglementate și supraveghează comportamentele membrilor instituției.
În octombrie 2023, Parlamentul European a adoptat o rezoluție prin care condamna „atacurile teroriste abominabile ale Hamas împotriva Israelului”.

## Puteri și atribuții
Parlamentul European și Consiliul Uniunii Europene au fost comparate cu cele două camere ale unui legislativ bicameral. Totuși, există diferențe esențiale față de parlamentele naționale. De exemplu, nici Parlamentul, nici Consiliul nu dețin dreptul de inițiativă legislativă (cu excepția cazurilor în care Consiliul are această competență în chestiuni interguvernamentale). În domeniul afacerilor comunitare, această prerogativă este rezervată exclusiv Comisiei Europene, care îndeplinește rolul de executiv al Uniunii. Astfel, deși Parlamentul poate modifica și respinge propuneri legislative, inițierea unui proiect de lege necesită intervenția Comisiei pentru redactarea proiectului, fără de care nicio inițiativă nu poate deveni lege.
Cu toate acestea, valoarea dreptului de inițiativă legislativă a fost contestată. S-a observat că, în parlamentele naționale ale statelor membre, 85% dintre inițiativele legislative depuse fără sprijinul executivului nu ajung să fie adoptate. Fostul președinte al Parlamentului European, Hans-Gert Pöttering, a susținut însă că Parlamentul deține, de facto, un drept de inițiativă legislativă, deoarece are puterea de a solicita Comisiei elaborarea unor propuneri legislative, iar Comisia urmează din ce în ce mai des recomandările Parlamentului.
Pe lângă competențele sale legislative directe, Parlamentul European exercită o influență indirectă semnificativă. Aceasta se manifestă prin rezoluții fără caracter obligatoriu și prin audieri organizate de comisiile parlamentare, care transformă Parlamentul într-o „tribună paneuropeană” urmărită de mii de jurnaliști acreditați la Bruxelles. Influența Parlamentului se extinde și asupra politicii externe, având în vedere că aprobarea sa este necesară pentru toate granturile de dezvoltare, inclusiv cele acordate statelor din afara Uniunii Europene. De exemplu, sprijinul financiar pentru reconstrucția post-conflict din Irak sau măsurile de stimulare a opririi dezvoltării nucleare în Iran trebuie aprobate de Parlament. În mod similar, acordul transatlantic privind schimbul de date ale pasagerilor între Uniunea Europeană și Statele Unite a necesitat sprijinul Parlamentului European.
De asemenea, Parlamentul are un rol consultativ important în procesul de ratificare a tratatelor Uniunii Europene. Deși votul său nu este obligatoriu, acesta poate influența decisiv procesul politic. Spre exemplu, în timpul negocierilor pentru ratificarea Tratatului de la Nisa, Parlamentul European a amenințat că va vota împotriva tratatului, determinând parlamentele din Belgia și Italia să declare că vor respinge tratatul în numele Parlamentului, dacă acesta ar fi fost respins la nivel european.

### Procedura legislativă
Cu fiecare nou tratat, atribuțiile Parlamentului European în ceea ce privește rolul său în procedurile legislative ale Uniunii Europene au fost extinse. Procedura care a devenit predominantă este „procedura legislativă ordinară” (anterior denumită „procedura de codecizie”), care garantează un echilibru de putere între Parlament și Consiliu. Conform acestei proceduri, Comisia Europeană propune un act legislativ Parlamentului și Consiliului, care poate deveni lege doar dacă ambele instituții ajung la un acord asupra unui text. Acest lucru se realizează (sau nu) prin lecturi succesive, de obicei până la trei.
În cadrul primei lecturi, Parlamentul poate propune amendamente Consiliului, care poate fie să adopte textul cu amendamentele, fie să trimită înapoi o „poziție comună”. Parlamentul poate aproba această poziție, o poate respinge cu o majoritate absolută (ceea ce duce la respingerea propunerii legislative), sau poate propune noi amendamente, de asemenea printr-o majoritate absolută. Dacă Consiliul nu acceptă aceste amendamente, se constituie un „Comitet de conciliere”. Acesta este format din membri ai Consiliului și un număr egal de deputați europeni, care încearcă să ajungă la un compromis. Textul rezultat trebuie aprobat de Parlament printr-o majoritate simplă pentru a deveni lege.
Parlamentul European, fiind singura instituție aleasă direct de cetățeni, beneficiază de o legitimitate democratică puternică, care îi conferă o influență semnificativă în procesul legislativ, având astfel un control mai mare asupra legislației decât alte instituții. Acesta a fost cazul, de exemplu, când Parlamentul a adus modificări semnificative directivei Bolkestein în 2006.
În practică, majoritatea legislației este adoptată în cadrul primei lecturi, după ce Parlamentul și Consiliul își stabilesc pozițiile inițiale și negociază un text de compromis. Aceste negocieri au loc în cadrul așa-numitelor „triloguri”, reuniuni informale între Parlament, Consiliu și Comisie, care facilitează un dialog constructiv și accelerarea procesului decizional.
În anumite domenii, se aplică proceduri legislative speciale, cum ar fi în justiție și afaceri interne, buget, fiscalitate și anumite aspecte ale altor politici, cum ar fi dimensiunea fiscală a politicii de mediu. În aceste cazuri, Consiliul sau Parlamentul adoptă actele legislative pe baza consultării sau acordului celeilalte instituții.
Uniunea Europeană adoptă mai multe tipuri de acte legislative. Cel mai puternic act este regulamentul, care este o lege direct aplicabilă în toate statele membre, fără a fi necesară transpunerea acestuia în legislația națională. Directivele impun obiective pe care statele membre trebuie să le atingă, dar le oferă flexibilitate în modul de implementare, permițându-le să aleagă cum își adoptă legislația națională. Deciziile sunt acte care se aplică unor destinatari specifici, cum ar fi persoane fizice, juridice sau state membre, și sunt obligatorii doar pentru aceștia. În plus, instituțiile pot emite recomandări și avize, care sunt acte neobligatorii, având rolul de a orienta acțiunile statelor membre sau ale altor actori europeni.

### Bugetul
Parlamentul și Consiliul sunt, de asemenea, autoritățile bugetare ale Uniunii, începând cu Tratatul bugetar din anii 1970 și continuând cu Tratatul de la Lisabona. Bugetul UE este supus unei forme de procedură legislativă ordinară, cu o singură lectură, conferindu-i Parlamentului puterea asupra întregului buget (înainte de 2009, influența sa era limitată la anumite domenii), pe o bază de egalitate față de Consiliu. În cazul unui dezacord între cele două instituții, se constituie un comitet de conciliere, la fel ca în cazul propunerilor legislative. Comitetul de conciliere are rolul de a soluționa divergențele între Parlament și Consiliu privind bugetul. Dacă textul de conciliere comun nu este aprobat de Consiliu, Parlamentul poate adopta bugetul în mod definitiv, dar numai cu o majoritate de trei cincimi.
Parlamentul este, de asemenea, responsabil pentru acordarea descărcării de gestiune pentru execuția bugetelor anterioare, pe baza raportului anual al Curții Europene de Conturi. Acesta examinează utilizarea fondurilor europene și poate refuza acordarea descărcării de gestiune în cazul unor nereguli sau ineficiențe. Parlamentul a acordat descărcarea doar de două ori, în 1984 și în 1998. În ultimul caz, acest lucru a condus la demisia Comisiei Santer, subliniind cât de semnificativă este puterea Parlamentului în exercitarea controlului asupra Comisiei. Parlamentul își exercită în mod extensiv puterile bugetare și alte competențe, inclusiv în procesul de înființare a Serviciului European de Acțiune Externă, având de facto un veto asupra designului acestuia, întrucât trebuie să aprobe modificările bugetare și de personal. Acest veto nu este formal, dar efectele sale sunt echivalente, având în vedere că Parlamentul trebuie să își dea acordul pentru ca aceste modificări să fie implementate.

### Controlul executivului
Președintele Comisiei Europene este propus de Consiliul European pe baza rezultatelor alegerilor europene pentru Parlamentul European. Această propunere trebuie să fie aprobată de Parlamentul European (prin majoritatea membrilor săi), care astfel „alege” Președintele conform tratatelor. După aprobarea Președintelui Comisiei, membrii Comisiei Europene sunt propuși de Președinte, în acord cu statele membre. Fiecare comisar este audiat de comisia parlamentară relevantă, în cadrul unei audieri care vizează portofoliul propus. Ulterior, întreaga Comisie este supusă aprobării Parlamentului European, care poate alege să o aprobe sau să o respingă.
În practică, Parlamentul European nu a votat niciodată împotriva unui Președinte sau a Comisiei sale, însă amenințarea de a face acest lucru a condus la concesii din partea Comisiei, inclusiv modificarea compunerii sale sau angajamente politice. De exemplu, în cazul Comisiei Barroso, Parlamentul European a cerut retragerea propunerii inițiale și ajustarea acesteia pentru a deveni mai acceptabilă. Această presiune a fost un semn clar al evoluției Parlamentului și al capacității sale de a responsabiliza Comisia, mai degrabă decât de a fi o simplă „ștampilă” pentru propuneri. În plus, deputații europeni votează în funcție de apartenența lor politică, mai degrabă decât pe linii naționale, în ciuda presiunilor frecvente din partea guvernelor naționale. Această coeziune și dorința de a folosi puterea Parlamentului European au determinat o mai mare atenție din partea liderilor naționali, altor instituții și a publicului – contracarând scăderea participării la alegerile Parlamentului European.
Parlamentul European dispune, de asemenea, de puterea de a cenzura Comisia cu o majoritate de două treimi, ceea ce duce la demisia întregii Comisii Europene. Deși această putere nu a fost folosită explicit niciodată, în cazul unui astfel de vot, Comisia Santer a demisionat de bunăvoie, demonstrând astfel importanța puterii de control a Parlamentului. Această capacitate de a forța demisia Comisiei subliniază rolul Parlamentului în asigurarea responsabilității executive.
Există și alte instrumente de control, printre care: obligația Comisiei Europene de a prezenta rapoarte Parlamentului și de a răspunde întrebărilor scrise și orale ale deputaților europeni; obligația Președintelui Consiliului Uniunii Europene de a prezenta programul său la începutul mandatului său; obligația Președintelui Consiliului European de a raporta Parlamentului după fiecare reuniune a Consiliului European; dreptul deputaților europeni de a solicita legislație și politici către Comisia Europeană; și dreptul de a interoga membrii acestor instituții (de exemplu, „Ora Întrebărilor pentru Comisie” din fiecare marți). În ceea ce privește întrebările scrise și orale, deputații europeni au votat în iulie 2008 pentru a limita întrebările la cele ce se află în cadrul mandatului Uniunii Europene și pentru a interzice întrebările ofensive sau personale.
Parlamentul European, fiind singura instituție aleasă direct în Uniunea Europeană, beneficiază de o legitimitate democratică unică, conferindu-i astfel un rol crucial în supravegherea și controlul activităților executive, în special al Comisiei Europene. Puterea sa de a cenzura Comisia și de a aproba sau respinge membrii acesteia constituie mecanisme esențiale pentru a asigura responsabilitatea executivului față de cetățenii Uniunii. Aceste instrumente permit Parlamentului să joace un rol activ în garantarea unei guvernări transparente și responsabile în cadrul Uniunii Europene.

### Puteri de supraveghere și control
Parlamentul European dispune de numeroase puteri de supraveghere generală, în principal conferite prin Tratatul de la Maastricht. Parlamentul are dreptul de a înființa Comisii de anchetă pentru a investiga subiecte de interes major, cum ar fi criza bolii vacii nebune sau zborurile de detenție CIA – primul caz conducând la înființarea Agenției Europene pentru Medicamente. Parlamentul poate solicita altor instituții să răspundă la întrebări și, dacă este necesar, poate iniția acțiuni în instanță împotriva acestora pentru încălcarea legislației sau a tratatelor Uniunii Europene, exercitând astfel un rol esențial în supravegherea și controlul instituțiilor europene.
De asemenea, Parlamentul deține competențe în numirea membrilor Curții de Conturi, precum și a președintelui și a consiliului executiv al Băncii Centrale Europene (BCE). Președintele BCE este obligat să prezinte un raport anual în fața Parlamentului, ceea ce consolidează transparența și responsabilitatea acestei instituții-cheie.
Ombudsmanul European, ales de Parlament, gestionează plângerile cetățenilor referitoare la administrarea defectuoasă a instituțiilor europene, cum ar fi neregulile administrative, discriminarea, abuzul de putere, refuzul de a răspunde, lipsa de transparență sau întârzierile nejustificate. Acest rol contribuie semnificativ la creșterea transparenței și a responsabilității administrației europene, iar Parlamentul sprijină în mod activ această activitate.
Cetățenii Uniunii Europene au, de asemenea, dreptul de a adresa petiții Parlamentului pe teme aflate în competența Uniunii. Comisia pentru Petiții analizează anual aproximativ 1.500 de cazuri, multe dintre ele fiind prezentate personal de cetățeni în fața Parlamentului. Deși, în general, Parlamentul acționează ca mediator pentru a soluționa aceste probleme, el poate recurge la măsuri legale atunci când este necesar. Acest proces subliniază angajamentul Parlamentului de a proteja drepturile cetățenilor și de a răspunde preocupărilor acestora în cadrul Uniunii Europene.
Aceste mecanisme de supraveghere și control reflectă eforturile continue ale Parlamentului de a asigura responsabilitatea instituțiilor europene, de a răspunde cerințelor cetățenilor și de a contribui la buna guvernanță în cadrul Uniunii Europene.

## Componență
Parlamentul European este organul reprezentativ al celor 450 de milioane de cetățeni ai Uniunii Europene. Începând cu 13 iunie 2004, acesta are 732 membri. S-a decis că numărul maxim de parlamentari europeni trebuie fixat la 732, cu un prag minim de 5 și respectiv maxim de 99 de deputați pentru fiecare stat membru.
Alocarea locurilor în parlament are la bază o reprezentare degresivă și proporțională a statelor membre. Astfel, statele mici trimit mai mulți deputați în PE decât ar trebui dacă s-ar lua în considerare strict populațiile statelor respective. Configurația actuală a Parlamentului European a fost stabilită prin Tratatul de la Nisa, care conține prevederi referitoare la echilibrul puterii și procesul decizional în cadrul Uniunii, în contextul unei structuri cu 27 de State Membre.
Cele mai recente alegeri europene s-au desfășurat în 2024.
| Împărțire                                                        | Împărțire | Împărțire | Împărțire   | Împărțire |
| ---------------------------------------------------------------- | --------- | --------- | ----------- | --------- |
| Stat membru                                                      | Locuri    |           | Stat membru | Locuri    |
| Germania                                                         | 96        |           | Austria     | 18        |
| Franța                                                           | 74        |           | Bulgaria    | 17        |
| Italia                                                           | 73        |           | Finlanda    | 13        |
| Regatul Unit1                                                    | 73        |           | Danemarca   | 13        |
| Spania                                                           | 54        |           | Slovacia    | 13        |
| Polonia                                                          | 51        |           | Irlanda     | 11        |
| România                                                          | 32        |           | Lituania    | 11        |
| Țările de Jos                                                    | 26        |           | Croația     | 11        |
| Belgia                                                           | 21        |           | Letonia     | 8         |
| Cehia                                                            | 21        |           | Slovenia    | 8         |
| Grecia                                                           | 21        |           | Cipru       | 6         |
| Ungaria                                                          | 21        |           | Estonia     | 6         |
| Portugalia                                                       | 21        |           | Luxemburg   | 6         |
| Suedia                                                           | 20        |           | Malta       | 6         |
| 1. Include Gibraltarul, dar nici un alt teritoriu sau dependență |           |           |             |           |

### Observatori
Țările în curs de aderare la Uniunea Europeană trimit un număr de observatori în Parlamentul European cu o anumită perioadă de timp înaintea aderării propriu-zise. Numărul de observatori și împărțirea lor politică este înscrisă în tratatele de aderare ale țărilor respective.
Observatorii pot participa la reuniunile comisiilor parlamentare, unde președintele îi poate invita să ia cuvântul, dar nu au drept de vot și nu pot lua cuvântul în ședințele plenare ale Parlamentului. Observatorii urmăresc dezbaterile din plen, din comisiile permanente și din grupurile politice din care fac parte pentru a fi deja familiarizați cu funcționarea Parlamentului European la momentul aderării. De la data aderării și până la organizarea de noi alegeri transnaționale pentru Parlamentul European observatorii devin provizoriu deputați.
Astfel, numărul maxim de 732 de deputați poate fi depășit temporar. De exemplu, în 2004, numărul de locuri în Parlamentul European a fost ridicat temporar la 788 pentru a permite primirea reprezentanților celor zece state care au aderat la UE pe 1 mai, dar a fost redus ulterior la 732, în urma alegerilor din iunie 2009.
În urma semnării Tratatului de aderare pe 25 aprilie 2005 la Luxemburg, Președintele Parlamentului European a invitat parlamentele Bulgariei și României să numească observatori din rândul membrilor lor. Numărul acestora, 35 pentru România și 18 pentru Bulgaria, a fost același cu numărul fotoliilor parlamentare alocate celor două țări după ce au aderat la 1 ianuarie 2007. Până la următoarele alegeri europene din 2009, numărul de deputați europeni a crescut astfel temporar, după care a fost redus, conform prevederilor Tratatului de la Nisa.

## Sediul central, sediile secundare și structura organizatorică

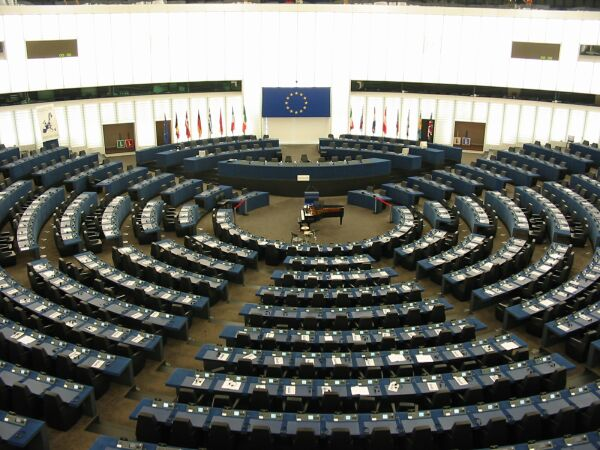
Sala plenară de la sediul din Strasbourg al Parlamentului European

Sediul central al Parlamentului European se află la Strasbourg. Acolo se țin cele 12 ședințe anuale în plen, a câte patru zile fiecare. Comisiile și fracțiunile se mai pot întruni, de asemenea, la Bruxelles, unde ocazional au loc și ședințe plenare. Sediul Secretariatului General se află la Luxemburg.
Secretariatul General este condus de un Secretar general și este alcătuit din 8 direcții, fiecare fiind condusă de un director general, la care se adaugă un Birou juridic.  Direcțiile Generale mai apropiate sferei politice își au sediul la Bruxelles, celelalte la Luxemburg. Aici lucrează circa 3500 angajați, adică peste jumătate din personal, mulți dintre aceștia fiind traducători și funcționari ai serviciilor administrative.
Lucrările de pregătire a ședințelor plenare ale Parlamentului sunt efectuate de cele 20 de comisii ale Parlamentului, ale căror competențe acoperă toate domeniile, de la drepturile femeii până la protecția consumatorilor și sănătate. O comisie este alcătuită din 24 până la 76 de deputați europeni și are un președinte, un birou și un secretariat. De asemenea, Parlamentul poate constitui subcomisii și comisii speciale pentru gestionarea unor probleme specifice, precum și comisii de anchetă în cadrul competențelor sale de control. Dezbaterile din cadrul comisiilor sunt publice.
Comisiile Parlamentului European  și președinții acestora:
- Comisia pentru afaceri externe - Gabriele ALBERTINI (PPE, IT)
  - Subcomisia pentru drepturile omului - Heidi HAUTALA (Verzi/ALE, FI)
  - Subcomisia pentru securitate și apărare - Arnaud DANJEAN (PPE, FR)
- Comisia pentru dezvoltare - Eva JOLY (Verzi/ALE, FR)
- Comisia pentru comerț internațional - Vital MOREIRA (S&D, PT)
- Comisia pentru bugete - Alain LAMASSOURE (PPE, FR)
- Comisia pentru control bugetar - Luigi de MAGISTRIS (ALDE, IT)
- Comisia pentru afaceri economice și monetare - Sharon BOWLES (ALDE, UK)
- Comisia pentru ocuparea forței de muncă și afaceri sociale - Pervenche BERÈS (S&D, FR)
- Comisia pentru mediu, sănătate publică și siguranță alimentară - Jo LEINEN (S&D, DE)
- Comisia pentru industrie, cercetare și energie - Herbert REUL (PPE, DE)
- Comisia pentru piața internă și protecția consumatorilor - Malcolm HARBOUR (CRE, UK)
- Comisia pentru transporturi și turism - Brian SIMPSON (S&D, UK)
- Comisia pentru dezvoltare regională - Danuta Maria HÜBNER (PPE, PL)
- Comisia pentru agricultură și dezvoltare rurală - Paolo DE CASTRO (S&D, IT)
- Comisia pentru pescuit - Carmen FRAGA ESTÉVEZ (PPE, ES)
- Comisia pentru cultură și educație - Doris PACK (PPE, DE)
- Comisia pentru afaceri juridice - Klaus-Heiner LEHNE (PPE, DE)
- Comisia pentru libertăți civile, justiție și afaceri interne - Juan Fernando LÓPEZ AGUILAR (S&D, ES)
- Comisia pentru afaceri constituționale - Carlo CASINI (PPE, IT)
- Comisia pentru drepturile femeii și egalitatea de gen - Eva-Britt SVENSSON (GUE/NGL, SE)
- Comisia pentru petiții - Erminia MAZZONI (PPE, IT)

Comisia specială
- Comisia specială pentru criza financiară, economică și socială - Wolf KLINZ (ALDE, DE)

### Cele trei sedii
Primul sediu al parlamentului a fost ales simbolic la Strasbourg, imediat după constituirea acestuia. Orașul constituie un simbol al reconcilierii franco-germane după Al Doilea Război Mondial. Dar, fiindcă nu existau birouri, activitățile s-au mutat întâi la Luxemburg. După constituirea CEE, în 1958, orașul Bruxelles a fost ales sediul Comisiei Europene. De aceea comisiile parlamentare se întrunesc, acum, la Bruxelles. În Tratatul de la Maastricht s-a stabilit definitiv că sediul Parlamentului European este la Strasbourg; această clauză a fost consolidată în Tratatul de la Amsterdam, nelipsind nici din actualul Tratat de la Nisa și Strasburg.

## Alegerile europene

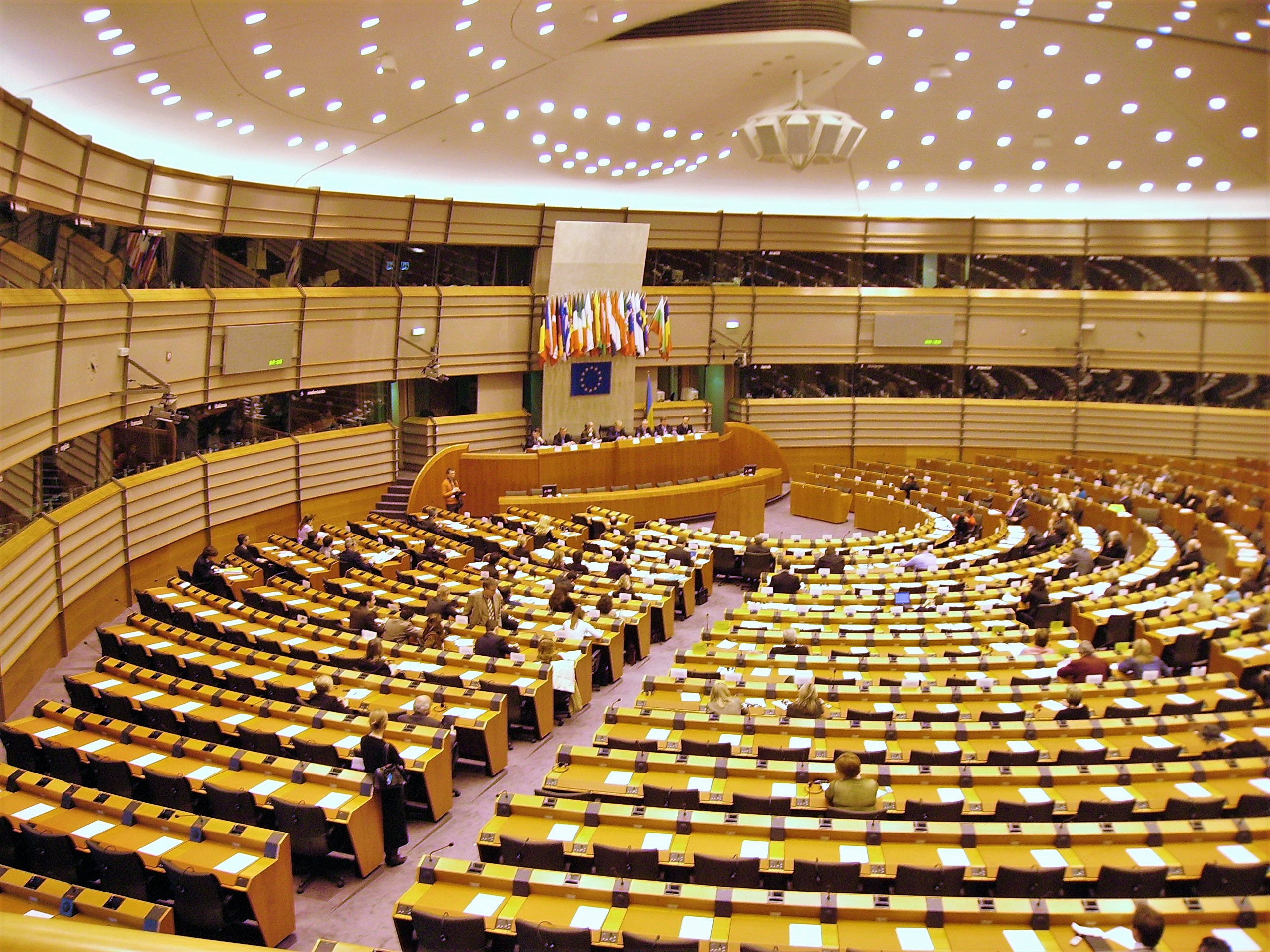
Sala plenară de la sediul din Bruxelles al Parlamentului European

Parlamentul European este ales o dată la 5 ani. Ultimele alegeri europene au avut loc în iunie 2024, în toate cele 27 state membre. Numărul de deputați nu reflectă toate voturile primite; statele mai mici sunt reprezentate de un număr supra-proporțional de deputați, în timp ce cele mai mari, și mai ales Germania, de un număr sub-proporțional. Această regulă s-a modificat puțin cu ocazia extinderii UE de la 1 mai 2004. După rearanjarea numărului de mandate, Germania nu a fost obligată să cedeze o parte din mandate deputaților din statele recent aderate, spre deosebire de celelalte state membre.
Această inechitate are două motive tehnice:
- Prin alegerea unei dimensiuni potrivite a fracțiunilor parlamentare se asigură reprezentarea în parlament a diversității politice existente și în statele mai mici ale UE;
- Dacă s-ar lua în considerare totalul voturilor primite din fiecare țară, atunci numărul de deputați ar fi atât de mare încât Parlamentul European ar deveni ineficient.

În perioada 06- 09 Mai 2024 au avut loc alegeri pentru Parlamentul European în toate țările membre ale Uniunii Europene pentru mandatul 2024-2029. România a ales un număr de 32 eurodeputați.